# 防衛不祥事
防衛不祥事（ぼうえいふしょうじ）は、日本において自衛隊や防衛省、またはこれらに所属する自衛隊員、自衛官が組織として、防衛省職員としてふさわしくない行為（信用失墜行為）を起こすことをいう。国防不祥事や軍事不祥事とも言われ、外国軍による事例の場合は該当国の軍隊や国防省、またはこれらに所属する職員・軍人による同様の信用失墜行為を指す。
その態様は
1. 個人によるもの（性犯罪、暴力事件、窃盗、横領、飲酒運転、薬物など）
2. 組織的不正行為、特に
  - 複数人が関与する不正行為または組織ぐるみの隠蔽工作
  - 職務上特有の立場を利用した不正行為（情報漏洩・ハラスメントなど）または汚職（贈収賄・談合など）

に区別される。本項では主に後者に該当する事案を列挙する。

## 日本

### 1970年代以前
- 1957年 - 自衛隊死の行軍事件。
- 1959年 - 防衛庁データ流出事件。
- 1960年 - 全日空小牧空港衝突事故。
- 1968年
  - 3月 - 航空幕僚監部防衛部防衛課長の1佐が防衛関連企業関係者に秘密情報を流したとして自衛隊法違反で逮捕される。直後に上司である空幕防衛部長の空将補が自殺。
  - 7月 - 神奈川県横須賀市の少年工科学校において、渡河訓練中の事故により陸上自衛隊生徒（1等陸士）13名が殉職。
  - 10月 - 自衛隊中央病院改修汚職事件[1]。自衛隊中央病院総務部管理課施設班長の3等陸佐が、同病院改修の監督・検査に際し受託業者へ便宜を図った見返りに現金150万円あまりを贈収賄した容疑で、同3佐を含む関係者5名が逮捕、起訴された。
- 1969年
  - 11月 - 現職自衛官だった小西誠が自衛隊法第64条違反（煽動罪）で起訴される。1981年、無罪が確定。
- 1971年 - 全日空機雫石衝突事故。自衛隊の戦闘機がジェットルート保護空域内に侵入し、全日空の旅客機と衝突、旅客機の乗員および乗客162名全員が死亡した。戦闘機の元教官が有罪判決を受け失職、防衛庁長官、航空幕僚長が引責辞任した。
- 1973年 - 自衛隊機乗り逃げ事件、増原内奏問題。
- 1978年
  - 2月 - ダグラス・グラマン事件。
  - 7月 - 栗栖弘臣統合幕僚会議議長、有事法制の制定を求める「超法規行動の可能性」発言を週刊ポスト誌上で行う。文民統制に悖るものとして事実上の解任。

### 1980年代
- 1980年 - 宮永スパイ事件が発覚。防衛庁長官、陸上幕僚長らが引責辞任。
- 1981年 - 竹田五郎統合幕僚会議議長が『月刊宝石』3月号で専守防衛政策を批判。これに対し日本社会党は衆議院予算委員会において竹田の罷免を要求、同委員会は紛糾した。大村襄治防衛庁長官が竹田を注意処分とし、これを受けて責任を取る形で同年2月16日付で退官。
- 1982年 - 陸上自衛隊幹部候補生選抜試験問題漏洩事件。幹部候補生選抜部内試験の試験問題を窃盗、配布した主犯格の1等陸尉をはじめ陸上自衛官5名が逮捕された。後にこれら主犯格の自衛官と不正受験者の間で計350万円あまりの金銭の授受が判明した。1等陸尉が窃盗罪で実刑判決、ほか4人も有罪判決が確定した[2][3]。合計77人の懲戒(うち5人が懲戒免職)処分。当時、陸上自衛隊建制以来最大の懲戒処分事件。
- 1983年 - 防衛庁職員が勤務時間中に違法ポルノビデオ鑑賞会。参加者及びその上司ら7人が懲戒処分を受ける[4]。
- 1984年2月 - 訓練自衛官小銃乱射事件が発生。
- 1986年
  - 東部方面総監・増岡鼎陸将が『月曜評論』誌上での松原正との対談中、「自衛隊員は不動の姿勢を2～30分取るだけで卒倒するような落ちこぼればかり来る」と発言。加藤紘一防衛庁長官から譴責を受け、本人が引責、中村守雄陸上幕僚長も監督責任を取り辞任。増岡は退官後も「社会党中心の左翼政権など認められない、自衛隊は自民党によって作られたのだから去る者が多数出るだろう」と発言している[5]。
  - 7月 - 海上自衛隊の2等海佐(当時)が、需品統制隊技術1科長在職時に防衛庁及び米国防省作成の指定品目などの資料を民間業者に横流し、250万円を受け取った汚職事件[6]。業務上横領の罪で有罪判決。
- 1988年
  - 7月 - なだしお事件。海上自衛隊潜水艦「なだしお」が民間遊漁船に衝突した重大海難事件。遊漁船が沈没し乗客・乗員30名が死亡、17名が重軽傷を負った。1992年、横浜地裁はなだしお主因の事故と認定し、元艦長へ有罪判決を言い渡した。この判決が確定したことで元艦長は失職、また防衛庁長官が引責辞任した他、海上自衛隊幹部ら15人が懲戒処分された。
  - 8月 - 当時48歳の海上幕僚監部技術部航空機課長が、航空機関連業者と接待を受けるなど癒着している疑いで海上自衛隊東京地方警務隊が調査・事情聴取、その最中8月15日飛び降り自殺した。東山収一郎海上幕僚長、海上幕僚監部技術部長の海将ら3人が訓戒などの懲戒処分[7]

### 1990年代
- 1991年6月 - 海上自衛隊掃海艇のペルシャ湾派遣に反対している現職の陸上自衛官2人と元自衛官1人が、派遣即時中止を求める意見具申書を持ち、防衛庁長官に直訴しようとした事件[8]。長官室前で警備員や警務官らに取り押さえられ未遂に終わった。長官への意見具申の手続き違反や警務官らへの暴行などにより自衛官2人を懲戒免職処分。
- 1992年10月 - 陸上自衛隊高射学校の戦史教官だった柳内伸作が週刊文春（10月22日号）にクーデターの必要性を示唆した論文を寄稿したことが問題視され、同年11月12日に自衛隊法58条違反（威信失墜行為）により懲戒免職処分。
- 1994年11月 - 東富士演習場違法射撃事件。2000年3月に関係者が逮捕・起訴され事案関係者の陸将2名と陸将補1名が引責辞任。
- 1995年11月 - F-15僚機撃墜事故。航空自衛隊F-15J戦闘機が、訓練中に僚機を撃墜した。人為的ミスとして、パイロット及び幹部が懲戒処分された。
- 1997/11に海上自衛隊三曹がうつ病で首を吊り自殺。遺族が訴訟を起こしたが2005/6に棄却された[9]。上官のいじめが原因で組織的に自殺に追い込んだのを個人的な自殺にすり替えたとし、謝罪・賠償と軍事オンブズパーソン制度設置を要求[9]。三曹はK班長から暴言を受けたり、わからない事を質問されたり、機械分解を部下の前でやらされたり、丸刈りにされたりして非常にきついと話していた[9]。
- 1998年
  - 初頭 - 防衛庁調達実施本部背任事件。
  - 末頃 - 救難飛行艇開発汚職事件。海上自衛隊の次期救難飛行艇開発をめぐって、富士重工業から現金500万円を受け取ったとして、防衛政務次官中島洋次郎が受託収賄で逮捕され、二審判決有罪の上告中に自殺する。富士重工業の川合勇会長及び専務も贈賄罪で逮捕され、有罪が確定。
- 1999年
  - 2月18日 - 海上自衛隊の護衛艦「はるな」が舞鶴港停泊中に高性能20mm機関砲の実弾2発を同港東の青葉山付近に誤射した。原因は事故の2ヵ月前の射撃訓練時にCIWS員長が発射弾数を偽って報告し、残弾を弾薬ドラムの模擬弾のなかに隠匿していたものでCIWS発砲回路試験時に不時発射した。また、報告は護衛艦隊司令官まで上がっていたが、同司令官は民間等への被害がないこと、再発防止対策は自己の職責の範囲内でできると考えたことから、上級司令部等への報告はなされなかった。事故から約4ヵ月後の6月17日に関係者からの問い合わせがあり、翌18日に公表された。これにより、防衛事務次官と人事教育局長を含む18人を処分。護衛艦隊司令官が停職処分を受けた後に辞職した[10][11]。
  - 6月22日 - 航空自衛隊小牧基地汚職事件[12]。航空自衛隊小牧基地の設備工事をめぐる贈収賄事件で、航空自衛隊第1輸送航空隊の1等空曹（当時47）が同基地業務群施設隊総括企画係長在職時、管工事業者に積算価格等を十数回にわたり教える見返りに、現金計380万円あまりを収賄した。また副業が禁止されている航空自衛官10人あまりに、同工事会社が受注した工事のアルバイトをあっせんした。名古屋地裁は1等空曹と工事業者の元所長に有罪判決を言い渡した。収賄した1等空曹を懲戒免職処分、アルバイトをした自衛官9人を停職処分、基地司令ら上司16人を減給などの懲戒処分した[13]。
  - 6月26日 - 海上自衛隊の護衛艦「しまかぜ」「さわゆき」内で行われた昇任試験で、幹部自衛官が受験生に解答を教えた不正行為事案。当時の艦長らの指示で行われた組織的なもので、同艦長を含め関係者62人に対し、停職などの懲戒処分をした。海上自衛隊で最多の処分者を出した[14]。
  - 11月8日 - 護衛艦「さわぎり」事件。機関科所属 3等海曹が四国沖を訓練航海中に艦内で首吊り自殺。この日は3等海曹の21歳の誕生日だった。遺族が国家賠償請求を起こし、自衛官の自殺をめぐる国賠訴訟はこれが最初である。遺族によると自殺約2ヶ月前から上官による執拗ないじめがあったとされている。この裁判の中で、艦内の飲酒や博打、別の3曹学生（訓練中の海上自衛官）の貯金を上司が勝手に引き出したという事実も発覚した。このため艦長および3尉以上の同艦幹部9人らを始めとして乗員180名内61名の大量処分者を出した。艦長らは2000年3月24日付で異動させられた。さわぎりの係争は2008年8月 自殺と上官の言動に因果関係があった旨認定され、遺族に350万円の賠償を命じる判決が国に下った[15]。

### 2000年代
- 2000年9月 - ボガチョンコフ事件。
- 2001年
  - 6月 - 航空自衛隊のF-4EJが島松射爆撃場で機関砲が暴発。
  - 12月 - 陸上自衛隊上富良野駐屯地の会計隊会計班長(のち懲戒免職処分)が、自衛隊から納入業者への支払いを指示する「国庫金振り込み明細表」を偽造し、11回にわたって国庫金を自分の口座などに約1880万円を入金させたなど横領した事件。旭川地裁は、有印公文書偽造・有印公文書行使及び業務上横領の罪で懲役3年の実刑判決を下し、刑が確定[16]。
- 2002年2月 - 防衛庁が情報公開法に基づく資料請求者の身元を本人に無断で調査しリスト化。「市民グループ」「元自衛官」「マスコミ」等とまとめ、該当者については「反基地運動の象徴」「反戦自衛官」と注釈を付けていた事も発覚（海幕3等海佐開示請求者リスト事案）。当時の長官官房長と文書課長が更迭され、事務次官が減給処分、陸海空幕僚長も内規に基づく注意処分を受ける[17]。
- 2003年2月 - 海上自衛隊補給艦から米補給艦への給油量取り違え事案[18]。海上自衛隊の補給艦「ときわ」が、インド洋で米海軍補給艦および駆逐艦に給油を行い、給油量を正しく申告したにもかかわらず、海上幕僚監部が給油量を誤って記載し報告していた。後日、海幕は米海軍の報道発表と防衛庁側の発表との給油量の食い違いを認識したにもかかわらず、当時の海幕防衛部防衛課長が意図的に防衛庁長官および内部部局に報告をせず、事実を隠蔽した。2007年、外部からの指摘を受け防衛省が調査し発覚した。当時の海幕防衛課長を停職10日の懲戒処分相当(既に退職)とし、海上幕僚長以下海上幕僚監部課員10人を懲戒処分した[19]。
- 2003年8月 - 沖縄・自衛官爆死事件。航空自衛隊那覇基地に所属する空曹長が非番中に爆死する事故が発生。捜査で多量の武器・弾薬を収集していたことが発覚した。
- 2004年
  - 10月 - 護衛艦たちかぜ暴行恐喝事件 たちかぜ自衛官いじめ自殺事件。21歳1等海士が立会川駅で飛び込み自殺し、遺書には家族への感謝の言葉が書かれ、30代2等海曹Sへの批判と虐待の示唆も書かれており「日常的な殴る蹴るの暴行」「ガス銃 電気銃で撃つ」「視聴済みアダルトビデオを高額で買い取らせる」などの行為が書かれていた。Sはリーゼントで髪を固めサングラスを着用するなど暴力団員のような格好をしていたり艦内にエアガン ガスガンを不法に持ち込み重要精密機械があり立ち入り制限地区でゲームに興じたことが裁判で発覚。その後暴行恐喝アンケート隠蔽事件が発生。2014年5月 国が遺族に賠償を命じる判決が確定。2014年9月 海上幕僚監部はいじめ自殺事件に関わる調査書類を破棄するよう指示した当時の事案関係者34名を停職や減給の懲戒処分に処したことを発表[20]。内部告発を行った三等海佐に対しては小野寺前防衛相が処分に対する否定的見解を表明していたこともあり処分の対象とはならなかった。
- 2005年
  - 2005年前後 - ファイル共有ソフトの使用によるコンピュータウィルス感染と情報漏洩。この事件は、当時日本が購入を検討していたF-Xについて、アメリカ議会調査局が報告書で懸念していると記載されていた。
  - 5月 - 5月31日付の読売新聞朝刊に、中国海軍の潜水艦が事故のため南シナ海で航行不能と報じられた。これに伴い、2008年3月25日陸上自衛隊警務隊は記者に情報を提供した情報本部の1等空佐を自衛隊法違反（防衛秘密の漏洩）で東京地検に書類送検。1佐は懲戒免職となり起訴猶予処分。
  - 11月 - 航空自衛隊浜松基地で3等空曹が指導役の隊員から再三にわたる暴言や暴行の上「反省文100枚、でなければ辞表だ」と強要されるパワーハラスメントを受け、うつ病で自殺。上司も放置したとして2008年に遺族から防衛省と共に提訴され、2011年7月、請求8千万円に対し3千万円の賠償を命じられる判決が確定。
- 2006年
  - 1月30日 - 防衛施設庁談合事件。この事件を受け防衛施設庁は、翌年防衛省に統合される形で廃止される。
  - 2月 - 護衛艦あさゆきの関係者所有とみられるPCから海上自衛隊の暗号資料など極秘文書が流出。防衛庁は暴露ウイルス対策として自衛隊より私物PC持込排除を行った。
  - 5月 - イラク派遣中の陸上自衛隊第9次復興支援群の准陸尉が、9mm拳銃の実弾を宿営地外で紛失したにもかかわらず、それを隠蔽していたことが発覚。イラク派遣部隊初の懲戒処分（停職）を受ける[21]。
  - 9月 - 航空自衛隊北部航空警戒管制団の女性士長が、勤務中の男性三曹から呼び出された上、性的暴力を受けたりし、その後基地幹部に訴え出たものの、逆に退職を強要されたため在職中の2007年5月に札幌地方裁判所に提訴。原告の隊員は提訴後の2009年3月任期満了後の継続任用拒否によって退官。2010年7月29日に同地裁は、「上下関係などを利用した性的暴行で、また、上官らが露骨に退職に追い込もうとした」として、組織的なセクシャルハラスメントと認定し、約580万円の支払いを命じた[22][23]。控訴せず一審判決が確定。
    - 5日 - 海上自衛隊大湊地方総監部に停泊中のミサイル艇が20mm機関砲を誤射し、総監部庁舎が一部破損。また一部が近隣の住宅地に着弾。ミサイル艇隊司令など5名が懲戒処分を受ける。
    - 8日 - 玖珠駐屯地武器亡失事件。第4師団総動員で捜索するも発見には至らず。事故調査の過程でずさんな武器庫管理の実態が明らかとなり、森勉陸上幕僚長を含む多数の隊員が処分される。

  - 6月～9月 - 自衛官による薬物事案が相次いで発生したことを受け、全隊員に対する薬物検査を実施。以後の採用及び入隊時の身体検査にも薬物検査が行われるようになり、防衛省は毎年6月を薬物撲滅強化期間として取締を強化する。
  - 11月 - 真駒内駐屯地で第11後方支援連隊輸送隊所属の1等陸士（当時20歳）が徒手格闘訓練中に死亡。2010年に遺族が提訴。2013年4月に国に対して総額約6500万の支払いを命じる判決が確定[24]。
- 2007年
  - 1月 - イージス艦情報漏洩事件。12月に漏洩源である3等海佐が逮捕される。容疑者は日米相互防衛援助協定等に伴う秘密保護法違反罪での立件（同法施行後初の違反者）となった。
  - 6月7日 - 陸上自衛隊情報保全隊がイラク戦争当時反戦運動団体の集会を監視し、参加者の発言などを記録していたことが判明。監視対象にされていた住民達が提訴し、結果2016年2月、違法性が認定され一般市民の1人への賠償が命じられる。
  - 6月22日 - 陸上自衛隊1等陸佐が野外炊具1号を納入する伸誠商事の役員から金銭を受け取った見返りとして同社に便宜を図った疑いで逮捕の後懲戒免職。
  - 11月28日 - 山田洋行事件。防衛事務次官・守屋武昌と妻が収賄容疑で逮捕される。山田洋行の専務からゴルフ旅行などの接待を受けた見返りに防衛装備品の調達で便宜を図った疑い。
- 2008年
  - 2月19日 - イージス艦衝突事故。
  - 6月12日 - 第37普通科連隊でレンジャー訓練中、疲労のため座り込んでしまった陸士長が教官の1等陸曹から「立て」などと怒鳴られた上、平手打ちを数回受け、目に障害の残る重傷を負う。1曹は12月に傷害罪で罰金40万円の略式命令、2011年4月に停職7日間の懲戒処分。陸士長は2009年8月に賠償を求めて提訴し、2011年5月、請求額の9割を受け取る内容で防衛省と和解[25]。
  - 8月 - さわぎり事件。自殺した乗組員の遺族が防衛省を提訴。自殺と上官の言動に因果関係があった旨が認定され、防衛省に賠償命令が下される。
  - 10月13日 - 海上自衛隊第1術科学校特別警備課程（特別警備隊員養成部門）で7月と9月に、別隊への異動が決定していた隊員に対し「餞別の対集団格闘訓練」が行われ9月に異動予定だった隊員は急性硬膜下血腫で死亡。審判役の2等海曹が2009年8月に業務上過失致死で罰金刑。防衛省の事故調査委員会は「不必要で危険度も高かった」として2等海曹を停職20日とした他19人に懲戒処分、赤星慶治海上幕僚長に注意処分[26]。
  - 10月15日 - 医療機器汚職。防衛医科大学校病院眼科部長が、「ヤマト樹脂光学」（破産）社長から病院への医療機器導入で便宜を図った見返りに現金250万円を受け取っていた事、他にも前任者の当時から不適切な関係が続いていた事が判明。収賄容疑で逮捕の後、2009年3月に自衛隊員倫理規定違反で懲戒免職。刑事処分としても有罪判決が下される。[27]
  - 10月16日 - 硫黄島航空基地で勤務する一等海曹が歓迎会で泥酔した後、転倒して負傷。この海曹を本州まで緊急輸送するため海上自衛隊のP-3Cが出動した[28]。P-3Cの燃料代は108万円ほどかかった[29]。
  - 10月31日 - 田母神論文問題。田母神俊雄航空幕僚長が民間の懸賞論文に応募し最優秀賞を受けたが、応募作は政府統一見解に真っ向から反する内容だったことが発覚。文民統制に逆らうものであるとして幕僚長を解任される。
  - 11月25日 - 航空自衛隊第1術科学校で校長のセクシャルハラスメントが発覚。8月下旬に女性隊員の身体を触るなどしていたという。航空幕僚監部付へ更迭の後停職処分を受け依願退職[30]。なお、この更迭人事は当初官報にのみ記載されており防衛省から公表されていなかったことが後に指摘されたため、これを不祥事の隠蔽にあたると判断した時の防衛大臣・浜田靖一はこれ以降、1佐以上の人事発令については不定期異動を含めすべて公表するよう指示した。
- 2009年
  - 7月 - 練馬駐屯地内における薬物汚染。所属隊員が大麻取締法違反で逮捕（後に懲戒免職）されたことを受け、駐屯地の隊員2000名の尿検査を実施したところ、4名から大麻の陽性反応を検出（うち2名が懲戒免職）。また、多賀城駐屯地で懲戒免職となった隊員は入隊前から薬物の使用歴があったことも判明。後日、この隊員に乾燥大麻を譲渡した小学生時代からの友人も同法違反の罪で逮捕。[31]
  - 8月 - 自衛隊鹿児島地方協力本部募集所長の1等陸尉が、火箱芳文陸上幕僚長も含めた全陸上自衛官14万人分の「隊員出身地カード」（隊員の本籍・家族構成・続柄・所属部隊等が記載）の内容を無許可でCD-Rに複写して部外者（先物取引業者）に売却していた事が判明。行政機関個人情報保護法違反容疑で警務隊に逮捕される。同年12月、鹿児島地裁で1尉に懲役2年、情報を購入した業者に懲役10ヶ月の実刑判決が下され、1尉は懲戒免職処分。

### 2010年代
- 2010年
  - 3月 - 航空自衛隊事務用品発注官製談合事件。2005年から2008年までの3年間の全取引311件、合計75億6000万円が官製談合と判定される。防衛省は、私的独占の禁止及び公正取引の確保に関する法律違反として公正取引委員会から排除命令を受けたイトーキほか5社を3月31日から12ヶ月間指名停止とする[32]。防衛大臣政務官を委員長とする事案調査・検討委員会が設置され、7月の将補人事において航空自衛隊第1補給処処長（空将補）が航空幕僚監部付に更迭[33]。12月14日付で防衛省は関係職員50人を処分、外薗健一朗航空幕僚長が監督責任を取り24日付で辞任[34]。
  - 9月
    - 横須賀地方隊横須賀造修補給所で2008年から当直員達が交代で抜け出し飲酒していた事が、泥酔者が警察に保護されたことから発覚。関係職員28人が免職を含む懲戒処分となる[35]。
    - 自衛隊ハイチPKO派遣の2次隊に参加した隊員が宿営地内で短銃の誤射を起こしたにもかかわらず、上級部隊に虚偽の報告をしていたことが発覚。事案関係者である第5旅団の3等陸佐以下5名が停職を含む懲戒処分を受ける。
    - 10月 - 第10普通科連隊の元連隊長3名が部外の協力団体から賛助金名目で金銭を授受していたとして減給処分[36]。

- 2012年
  - 5月 - 第2師団で2011年9月、陸曹候補生履修前教育に参加していた陸士長11人に対し、人間ピラミッドを組ませて熱したアイロンを尻に押し付ける・太腿を蹴るなどの暴行が行なわれていた事が発覚。教官及び助教を務めた第2後方支援連隊所属の2等陸曹・1等陸尉など5人が停職処分[37]。
  - 9月 - 航空自衛隊小牧基地から2006年4月にクウェートのアリ・アルサレム空軍基地へ派遣された三等空曹の男性が、7月4日に現地で米軍の大型バスにはねられ、後遺症の残る大けがをしていた。空自の上官は、防衛庁長官の現地視察の際などは首のコルセットを外すよう命令、事故から帰国までの2ヶ月弱、早期帰国の措置も取られず、公務災害補償の手続きも指摘するまで行わないなど事故隠しに走り、まともな治療も受けられなかったとして国に損害賠償を求める訴訟を名古屋地裁に起こす。イラク特措法で派遣された自衛官が国を訴えるのは初めて。帰国後、小牧市の病院で外傷性顎関節症と診断され、医師から「なぜ放置したのか」と聞かれたと言う。7月17日、任期満了の自衛官を帰国させる専用便があり、6月27日にテコンドーの練習中にアキレス腱を切った隊員は同乗したが、大型バスに轢かれた三等空曹の帰国は認められなかった。三等空曹は痛みから執務室で横になることが多く、仕事にならないため、事実上の欠員状態だったが、交代要員が送られることはなかった[38]。イラク特措法でクウェートへ派遣された三等空曹の事故を当時、航空幕僚監部人事教育部長だった岩崎茂統合幕僚長は「事故の報告があったとは確認できていない。」と8月30日に述べ、「事故があったとは聞いていた。いつ聞いたかは記憶にない。対応は部署ごとに任せている」と述べ報告は空幕どまりだった[39]。
  - 9月 - 陸上自衛隊の観測用ヘリコプター（OH-1）をベースにした次期多用途ヘリコプターの開発計画（UH-X）を巡る談合疑惑が浮上。受注に当たって富士重工を排除しようとした川崎重工業など関連企業と防衛省技術研究本部が東京地方検察庁特別捜査部の家宅捜索を受けた[40]。その後、容疑に関与した2等陸佐2名が官製談合防止法違反罪で特捜部に略式起訴された[41]。2013年1月11日に、UH-X開発計画の白紙化と川崎重工との契約解除が決定された[42]。2013年7月30日、防衛省は談合に関与した職員に対して停職などの懲戒処分を行い[43]、その翌日には川崎重工に対する2ヶ月間の指名停止措置を行うことを発表し[44]、UH-Xは白紙化されることとなった。
  - 10月に自衛隊白老駐屯地にて19歳男性陸士長が先輩隊員からいじめに遭い、退職を願い出たが認められず、自殺。2020/4に遺族が国に損害賠償を求めて札幌地裁に提訴[45][46][47]。訴状などによると隊員は先輩隊員から「死ね」「邪魔だ」と暴言を繰り返し受け、理由もなく腕立て伏せを強要され、睡眠障害を発症した[45][46][47]。
  - 12月 - 三菱電機、住友重機械工業ほか関係会社5社による防衛装備品の調達等を巡る過大請求事案が発覚[48]。
- 2013年
  - 1月 - 早期警戒機情報漏洩事件発生。2020年1月に、当時航空自衛隊航空開発実験集団司令部の研究開発部計画課長だった元1等空佐が日米相互防衛援助協定等に伴う秘密保護法違反で逮捕された。
  - 6月 - 陸上自衛隊西部方面総監部が地元の熊本市や九州電力、鉄道事業者などとの会合の席で独自の天気予報を公開し警戒を呼びかける。気象業務法違反であり気象庁が注意[49]。
  - 7月 -  海上自衛隊幹部候補生学校に入校していた36歳の男性海曹長が、同期の20歳代の男性の顔面を殴るなどした。他にもこの海曹長は、被害男性に対し人格否定の暴言や暴力を繰り返していたとされ、他に暴力行為などで4度の処分歴があったとされる。被害男性はこれらが元で鬱状態となり、自殺未遂事件も起こすなどし、最終的には退校を余儀無くされた。警務隊は加害者の海曹長を呉区検に暴行容疑で書類送検（その後不起訴）し、減給10分の1の懲戒処分としたが、「職務に関連しない私的行為であり、この場合は停職以上に限り公表する」などを理由として、2014年3月10日に報道されるまで公表していなかった[50]。
  - 9月
    - 防衛大学校学生保険金詐欺事件 - けがを装い保険会社から保険金を詐取した学生13名が退校処分。真似をしていた者は更に多かった事が判明し、2014年9月、当時の学生だった3等空尉・3等海尉の計4人を警務隊が送検。全員が懲戒免職となる[51]。事案発覚当時の防衛大学校幹事が2015年3月30日付で退職。
    - 航空自衛隊飛行開発実験団司令が部下の女性自衛官複数にセクシャルハラスメント。航空幕僚監部への訴えで調査が進められていた。10月4日付けで上級部隊・航空開発実験集団司令部付に更迭[52]、12月13日に停職5日の処分を受け依願退職[53]。

  - 10月
    - 守山駐屯地勤務・第35普通科連隊所属隊員（42歳）は12日より東富士演習場にて訓練中の別隊員が紛失した89式5.56mm小銃の捜索（従事自動小銃紛失事件）で捜索業務に加わり、AM3時より食事作りなどを担当し、最大連続2週間・計56日間演習場にて勤務した。通常業務へ復帰後2014/2に愛知県内のアパートにて自殺。2013/9より自殺直前1ヶ月間の時間外労働は100時間超えで小銃捜索の時間外労働は月最大175時間であり、過重労働によるうつ病発症として国は自殺について公務災害と認定。別隊員の小銃紛失については8万人規模で捜索するも発見に至らず東部方面警務隊が窃盗容疑で捜査開始[54]。2015/3に将官人事にて第10師団長が交代し事実上の更迭となった。
    - 陸上自衛隊が保有する爆薬 火薬類のうち民間預託分88億円分について、出し入れの記録がなく費消されているとされた現物が残っているなど帳簿記録と実際の保管数が合わない状況にあることが会計検査院の監査で判明。物品管理法 火薬類取締法 武器等製造法に抵触[55]。

  - 11月 - 陸上幕僚監部の情報機関「運用支援・情報部別班」が冷戦中の前身・「調査第二部」時代から独断で、東ヨーロッパ・中国・韓国・ソ連などに拠点を作って、身分を偽装して入国した陸上自衛官達による情報収集活動を行なっていた事、その事実は首相や防衛大臣（当時は防衛庁長官）にも知らされていなかったことが報道される。文民統制違反の疑い[56][57]。
- 2014年
  - 3月13日 - イラク派遣中に軍車両事故で後遺症を患った元自衛官が不祥事や恐喝被害についての告発を行なった[58]。
  - 8月
    - 防衛大学校にて2年生の男子学生が上級生から集団で連続暴行・嫌がらせを受けて抑鬱状態となり休職。8月7日、関与者を傷害罪で告訴[59]。本省も小野寺五典大臣が「あってはならない事」と調査を命じる[60]。民事訴訟も提起し、2019年2月、関与者8人のうち7人に対して賠償命令[61]。
    - 愛知県三河地方の陸上自衛隊高等工科学校元生徒が、いじめや職員の体罰に適切に対処するよう求めたが学校側が対処せず退学を余儀なくされたとして国と8人部屋で暮らした同級生ら2人を相手に計約700万円の損害賠償を求め名古屋地裁岡崎支部に提訴[62]。2016年12月6日、名古屋地裁岡崎支部で和解が成立。国が元生徒に解決金60万円を支払う内容。同級生2人も8月に計80万円を支払う和解案に同意した[63]。

  - 9月 - 海上自衛隊横須賀基地に所属する護衛艦において、艦内での恒常的ないじめを原因とする隊員の自殺が発覚、当時の海上幕僚長が謝罪会見を行う。いじめを多数の隊員や上司が目撃・把握していたにもかかわらず適切な処置が取られなかったこと、自殺の翌日に自殺した隊員の携帯電話を海に捨てるなどの証拠隠滅工作も明らかとなり被疑者である1等海曹が暴行と器物損壊容疑で書類送検[64]。2015年6月、同容疑者に対し横浜簡裁から罰金80万円の略式命令が下される。
- 2015年
  - 3月 - 自衛隊中央病院所属の女性3等陸佐が渡航先のチュニジアでテロリストによる銃撃を受け負傷入院したことが報じられるが、その後の調査でこの渡航が上司の許可を得ないまま行ったものであること、さらに過去にも無断渡航をしていたことが発覚し岩田清文陸上幕僚長が謝罪会見。なお、当該3佐は帰国後に停職の懲戒処分を受け依願退職している[65]。
  - 5月12日 - PM10:40頃に自衛隊久留米駐屯地にて訓練中の男性候補生（20代）が左側頭部を陸士長（22歳）に鉄製帽子の顎紐で数回叩かれた際左目に金具が当たり後遺症で左目視力が1.0から0.03に低下として、2017年2月13日に陸士長が停職6日の懲戒処分となり、上司への報告を怠ったとして男性1等陸尉（40代）を減給1/30とした[66]。
  - 8月 - 防衛省陸上幕僚監部に所属する班長の1等陸佐が2014年3月から2015年6月にかけ、部下の複数の隊員に対し「バカ」「目障りだ」などの発言を繰り返したり、机を叩いたりするなどのパワーハラスメントを繰り返す。さらに、この影響で体調不良を訴えた隊員の休養申請を承認しなかったことも判明。2015年8月26日でこの1等陸佐を停職5日間とした後、9月1日付で研究本部に左遷。上司に当たる46歳の男性課長（1等陸佐）についても、監督不行届きとして戒告処分とした[67]。12月には第1特科団でも同様のパワハラが発覚し、加害者が停職処分になっている[68]。
  - 11月 - 元陸上自衛隊東部方面総監泉一成が退官後の2013年、現役陸将を含む幹部自衛官を通じて陸上自衛隊の部内資料（教範）をロシア連邦軍参謀本部情報総局（GRU）所属の駐在武官に譲渡していたことが発覚。警視庁公安部が泉と事案関係者を12月4日付で書類送検[69]。12月18日付で書類送検された関係者が不起訴（起訴猶予）となったことを受け、防衛省は関係職員を12月22日付で処分。2018年1月、部内資料がネットオークションに大量出品されていることが報じられる[70]。
  - 12月 - 海上自衛隊次期多用途ヘリコプターの調達過程で不正があったとの公益通報を受け、防衛監察本部が異例となる特別防衛監察を開始したことが判明[71]。2016年11月、本件に関して武居智久海上幕僚長、渡邊剛次郎海上幕僚監部防衛部長（当時）らが特定機種を推すような発言をしていたことが判明。訓戒処分となる[72]。
- 2016年
  - 3月 - 座間駐屯地駐屯地司令業務室が、座間市の許可を得ずに、市のマスコットキャラクター「ざまりん」に戦闘服を着せ武装させる画像改変を行ない、室の公用封筒に印刷使用していたことが判明。外部からの指摘を受け使用を中止[73]。
  - 5月 - 北部方面後方支援隊北部方面輸送隊の隊員が北海道然別演習場での戦闘訓練中相互に実弾を発射し隊員2名が負傷[74]。岩田清文陸上幕僚長が管理監督責任を取る形で辞任。2017年1月、空包と実弾を誤って請求した部隊の補給担当者ら25名が処分される[75]。
  - 遠洋航海参加中の護衛艦「あさぎり」の隊員（20代）が9月、練習艦「せとゆき」の隊員（40代）が10月に艦内にて首を吊り自殺[76]。1人は仕事に不満を抱えていたことを示唆する遺書を書いており、過度な指導があった可能性が高いとされており、警務隊は上司や同僚から行き過ぎた指導があった可能性もあるとみて自殺の理由を捜査[76]。
  - 11/30に自衛官の母親が「自衛隊の南スーダンPKO（国連平和維持活動）への派遣は憲法違反」と派遣差し止めと撤退などを求めて札幌地裁に提訴[77][78]。
- 2017年
  - 3月 - 自衛隊南スーダン派遣の派遣日報を破棄したと説明しながら実際は保管されていたことが明らかとなったことを受け、防衛監察本部が特別防衛監察を開始[79]。日報の電子データは2月6日の時点で同じデータが公表で翌日に公開された後に、2月15日に個人保管の資料であるなどの理由で非公表方針が決まっているなど情報公開では問題ではなかった[80]。幹部らによる隠蔽を認定する特別防衛監察の結果が7月28日に公表され、黒江哲郎防衛事務次官や岡部俊哉陸上幕僚長ら幹部5人が停職や減給などの懲戒処分となった[81]。その後、稲田朋美防衛大臣と黒江、岡部が引責辞任[82][83]。
  - 6月27日 - 防衛大臣である稲田が、板橋区で行われた2017年東京都議会議員選挙における自民党候補の応援集会中、「防衛省・自衛隊、防衛相、自民党としても、（自衛隊、防衛省とも連携のある自民の候補を）ぜひお願いしたいと思っているところ」と発言。公務員が自分の地位を利用して選挙運動を行うことを禁じた公職選挙法第136条の2、自衛隊員の政治活動を禁じる自衛隊法第61条に抵触するのではないかと物議を醸す[84]。また自民党は事前の予想に反して大きく議席を減らした。
  - 7月 - 倫理規程に反して音楽隊の隊員らが演奏会の謝礼名目で現金やビール券などの金品を受け取っていたことが発覚。陸自第5音楽隊、空自北部航空音楽隊、海自大湊・横須賀・舞鶴・呉・佐世保の各地方隊音楽隊の計7カ所12人の隊員と元隊員が減給や戒告の懲戒処分を受けた。音楽隊の懇親会費や楽器の輸送費に充てていたという[85]。
  - 8月 - 海上自衛隊「海曹士技能検定」で大規模カンニングが発覚。大湊地方総監部の試験問題を取り扱う立場だった海曹長が内容を別の地方総監部にいる元部下に漏らし、これがSNSを通じて広まった。漏洩先は他に舞鶴・呉・佐世保、計4地方総監部に及び、12人が懲戒処分を受ける。1万人が検定を受験したがこの回は無効となった。試験結果の内容に不審が感じられたために受験者が問い質されて判明したという[86]。
  - 4月16日 - 現職の3等空佐による国会議員に対する暴言を含めた不適切発言事案が発生[87]。統合幕僚監部指揮通信システム部に所属する30代の3等空佐が参議院議員会館前の路上で、現職の参議院外交防衛委員会委員小西洋之参議院議員に対し、暴言を含む不適切発言をした。統合幕僚監部の内部調査の結果、不適切発言の事実が確認された。現職の幹部自衛官が、国民の代表である国会議員に対して暴言を含む不適切な発言を行い、服務義務（自衛隊法第58条「品位を保つ義務」）に明らかに違反したとして、3等空佐を訓戒の処分にするとともに、指揮通信システム部からの異動を命じた[88]。防衛省は再発防止の徹底のため、改めて服務規律の徹底を遵守する事務次官通達を発出。
  - 5月23日 - 国会で「不存在」とした陸上自衛隊イラク派遣時の日報が見つかった問題を巡り防衛省は、陸上自衛隊研究本部（現・教育訓練研究本部）の教訓課で昨年3月に発見された日報が報告されなかったのは当時の稲田朋美防衛大臣の探索指示が徹底されなかったことや、現場の不適切な事務処理が原因だったとする調査結果を公表した。組織的隠蔽行為は否定したが、当時の研究本部の教訓課長ら3人を減給や戒告の懲戒とし、指揮監督責任として河野克俊統合幕僚長を訓戒、豊田硬事務次官を口頭注意とするなど計17人が処分を受けた[89][90]。
  - 7月～8月 - 陸上自衛隊大津駐屯地における集団カンニング事案（内部試験の保管場所を指導教官が漏らし、これを入手した学生がスマートフォンのアプリ（LINE）のグループトーク機能を使用して拡散）。2019年8月、当該行為に関与した学生及び指導職員計45名が停職処分となる[91]。
  - 10月26日 - 陸上自衛隊補給統制本部で、「生物剤警報器」と「広域放射線監視装置」の二つの装備品の通信機能の検査結果が書き換えられていた疑いがあると発表した。実際には訓令で定めた基準値を超えていたのに、基準値内に収まるようにしていたという[92][93]。
  - 11月14日 - 滋賀県高島市の陸上自衛隊饗庭野演習場で、陸自第37普通科連隊が射撃訓練を実施したが、その最中に発射された迫撃砲弾が、隣接する国道303号付近に着弾し、道路脇に停めてあった自動車の窓ガラスが破損するなどした。原因は射撃実施部隊の分隊長が誤った方角を指示したうえ、射場指揮官が安全確認を怠るなど、複数の人為的ミスが重なったこと。また、今津駐屯地は演習場外での事故などを直ちに通報する覚書を高島市長と締結していたが、連絡体制の不備や通報手順の認識不足から実際の通報は約4時間後だった[94]。
  - 6月 - 陸上配備型迎撃ミサイルシステム「イージス・アショア」の秋田市への配備を巡り、防衛省が作成した調査報告書に誤りがあった。陸上自衛隊新屋演習場の代替地から周囲の山までの角度を測る際、実地調査をせずにデジタル地球儀「Google Earth」を使用していたため、山の縮尺が縦方向に拡大されていることに気づかず、実際とは異なる角度を記載していた[95]。2020年6月に河野太郎防衛大臣が配備計画の停止を発表[96]。
  - 9月9日 - 海上自衛隊横須賀基地所属の2等海曹が、食品製造・卸販売業社の社長から納品する食品の受け入れで便宜を図った見返りに接待を受けたとして収賄容疑で逮捕された[97]。その後2等海曹は執行猶予付きの有罪判決を言い渡された[98]。
  - 12月 - 陸上自衛隊高等工科学校における大麻汚染。2・3年生5人が退学処分となった。うち1人が警務隊に大麻取締法違反容疑で逮捕され、1人が書類送検される[99]。

### 2020年代
- 2020年
  - 2月5日 - 防衛省は、海上自衛隊横須賀海上訓練指導隊司令の男性1等海佐が、「風俗店を10年程度、手伝っていた」として、海上自衛隊護衛艦隊司令部付に異動したと発表した。海自の調査に対して1等海佐は容疑を認めており、服務規律違反の疑いがあることから、事実関係を調査している[100]。防衛省は3月10日付で同男性1等海佐を懲戒免職とした。1等海佐はイージス艦の艦長などを務めていた平成22年から先月までのおよそ10年間にわたって、妻の名義で派遣型風俗店を実質的に経営し、自ら女性客に性的サービスを行うなどして収入を得ていたという兼業に関する違反に加え、営業活動を通じて懇意になった女性に対し、自らが艦長を務めていた練習艦の入港や出港の情報を漏えいする等の秘密保全に関する違反も明らかになっている[101][102][103]。
  - 3月 - 防衛監察本部は、陸上自衛隊の将官級(陸将・陸将補)の天下りを斡旋するため、自衛隊法に反し陸上幕僚監部の募集・援護課職員が企業側と接触した疑いがあるとして既に退職した陸自の将官級100人以上の再就職調査を開始。組織的に斡旋していた可能性があり、防衛省も処分を検討している。内閣府の再就職等監視委員会も陸自将官の天下り斡旋疑いを把握し、防衛省と調査を進めている。防衛省内のパソコンを使い、経歴などを企業側とやりとりした形跡が調査で確認されたという[104]。2020年7月14日付で山崎幸二統合幕僚長・岩田清文元陸上幕僚長などOBを含め23人の処分が発表された[105][106]。将官の再就職斡旋は2015年の防衛省事務次官通達によって禁止[107]。
  - 5月 - 新型コロナウイルス感染症（COVID-19）蔓延に伴い、感染拡大防止措置として飲酒を伴う食事会の自粛が要請されていたにもかかわらず、陸自第14旅団長が自宅（旅団長官舎）で飲酒を伴う食事会を2日連続で開催したことが公益通報により発覚。6月19日付で懲戒処分を受け[108]た後、陸上自衛隊教育訓練研究本部副本部長として左遷[109]。
  - 8月25日 - 輸送艦「おおすみ」からゴムボートを持ち出し、無検査、無免許で操縦したとして、第一エアクッション艇隊の1等海尉が船舶安全法違反（無検査運航）容疑などで書類送検された。1等海尉はゴムボートを持ち出し同僚2人と共に沖で魚釣りをしていたが 3人とも操縦免許を持っておらず、ボートも公務外での運航に必要な検査を受けていなかった[110]。
  - 9月 - 陸上自衛隊朝霞駐屯地で大量の新型コロナウイルス感染者が発生（発生当初は22名であったが、その後徐々に増加し10月15日の時点で34名）。同駐屯地で実施されていた課程教育の学生が大規模宴会の禁止を明記した大臣通達に違反した行為を行った疑いがもたれている。岸信夫防衛大臣は記者会見の場において「不適切」として当該行為を非難[111]、湯浅悟郎陸上幕僚長も10月15日付の記者会見で正式に謝罪を表明した[112]。なお、東千歳駐屯地では同教育に参加していた学生からの二次感染が発生しており、10月10日付で北海道からクラスター認定を受けている[113]。
  - 10月 - 海上幕僚監部で海上自衛隊の装備調達（修理など）を巡り、大臣決裁文書が偽造されて承認が勝手に為されていた疑いが判明。防衛装備庁から警務隊に公文書偽造で告発された[114]。
- 2021年
  - 8月 - 一等陸士の五ノ井里奈（2022年6月退職）が、地方での訓練期間中に男性隊員3人からセクハラ被害を受けたとして関与者を告発。防衛省が異例の特別防衛監察を実施するなど話題になった。2022年12月15日、防衛省は1等陸曹～3等陸曹の計5人を懲戒免職とし、被害の申告があったのに調査しなかった中隊長を停職6カ月とした[115]。2023年12月12日、福島地方裁判所は元自衛官3人に強制わいせつ罪でいずれも懲役2年、執行猶予4年の判決を言い渡した[116]。
  - 8月24日 - 東京パラリンピック開会日に飛行したブルーインパルスの予備機が、入間基地に着陸する際に使用基準高度（約300メートル）を大幅に下回る高度でカラースモークを噴射し、染料が基地周辺の車に付着し、苦情が相次いだ[117]。2022年9月22日、当時の部隊指揮官の1等空佐を減給15分の１（1カ月）、計画を立案した当時の編隊長の2等空佐を戒告とするなどの処分が発表された[118]。
- 2022年
  - 2月25日 - 香川県と兵庫県の沖合で2021年11月、潜水艦救難艦「ちはや」から不要になった塗料などが入った缶や容器計41個を不法投棄したとして、海洋汚染防止法違反の疑いで海曹長ら3人が書類送検された[119][120]。2024年7月8日、海上自衛隊呉地方総監部は海曹長と3等海曹を免職、海士長を停職12か月の懲戒処分とした[121]。
  - 5月10日 - 航空自衛隊岐阜基地に新設する電子戦評価施設をめぐり入札情報を漏らしたとして、官製談合防止法違反などの疑いで、元近畿中部防衛局建築課長と防衛省OBの建設会社顧問が逮捕された。工事は建設会社が参画する共同企業体により落札された[122][123]。元課長は6月からこの建設会社に再就職する予定だった[124]。11月7日、名古屋地方裁判所にて元課長に懲役2年、執行猶予4年の有罪判決が言い渡された[125]。
  - 9月9日 - 週刊誌の記者に懲戒処分など人事に関する文書を渡していたとして、海上自衛隊東京業務隊の男性3等海佐を懲戒免職処分にしたことが発表された。同年6月に3等海左は自衛隊法違反の疑いで警務隊に逮捕された。その後略式起訴され、50万円の罰金刑を受けた[126]。
  - 12月13日 - 複数の部下にパワハラ行為をしたなどとして、海上自衛隊幹部学校の50歳代の男性1佐を2階級降任、海自の50歳代の男性海将補を1階級降任の懲戒処分とした。1佐は2019年9月から2021年2月、当時の部下十数人に、「無能」「制裁してやる」などの発言を繰り返す、帰宅するのが難しくなるほどの業務を押しつけるなどの行為を行った。上司だった海将補は、1佐のパワハラについて十分な調査を行わず、「パワハラの事実はない」と事実と異なる報告を行った。自衛隊内でのパワハラを巡り、免職に次いで重い降任の懲戒処分が適用されるのは初めて。処分を受け、1佐は3佐になり、海将補は1佐への降任に伴い定年となり、同日付で退職した[127][128]。防衛省によると、記録が確認できている1989年以降、防衛省・自衛隊内で降格の処分が行われたのは今回で5例目で、海上自衛隊では初めてである[129]。
  - 12月26日 - 安全保障上の機密情報の「特定秘密」を漏洩したとして、防衛省は26日、当時の情報業務群（現：艦隊情報群）司令で現在は、海上自衛隊幹部学校に所属する1等海佐を懲戒免職処分と、同日、警務隊が同法違反などの容疑で書類送検した。特定秘密の漏洩が公表されるのは初めて。防衛省によると、元1佐は情報業務群司令を務めていた2020年3月19日、元自衛艦隊司令官に安全保障情勢に関する説明をした際、特定秘密にあたる情報を漏らしたとされる。情報業務群は機密を専門的に扱う海自唯一の部署で、司令はそのトップ。漏らした機密は、日本周辺の情勢に関するものや自衛隊の運用、訓練に関する情報だった。元1佐は特定秘密にあたる情報と知ったうえで故意に漏えいしたことを認め、「（元司令官に）畏怖の念を抱いており、通り一遍ではない秘密の情報を伝えたいと思った」という趣旨の説明をしているという。自衛艦隊司令官は海上幕僚長に次ぐ地位。今回、情報を受け取った元司令官は現役時代、元1佐の上司だったこともある。元司令官は安全保障に関する講演をすることが多く、最新の情勢を知りたいと2020年1月ごろに海自側に要望。神奈川県横須賀市にあった元1佐の勤務先を訪れて2～3月に計3回、2人きりで会って説明を受けたという。漏えいがあった3月19日に情報提供があり、警務隊が捜査していた。防衛省は、元司令官から第三者への漏えいは確認されていないとしている。また、自ら特定秘密を要求したわけではないとして、元司令官の告発を見送った。一方、防衛省は、元司令官に伝える内容を公開情報に限るよう上層部から指示されたのに元1佐に伝えなかったとして、自衛艦隊司令部情報主任幕僚だった50代の1佐（現在は幹部学校所属）を停職5日とした。監督責任を問い、当時の自衛艦隊司令官と、当時の海上幕僚長を減給と戒告に相当する処分とした[130][131][132]。2023年3月14日、横浜地方検察庁は元1佐を不起訴処分にした[133]。
  - 12月27日 - 防衛装備品の入札価格を算定するために必要な情報を民間企業に提供したとして、防衛装備庁は職員2人を停職90日の懲戒処分にしたと発表した。処分された元防衛技官は、過去の予定価格や予定価格を計算する際に適用する利率が載る内部文書などの不開示情報を相手企業に提供していた。「契約がスムーズに行われるよう、企業のために自発的にやった」と話しており、企業との間で金品の受領は確認されなかった[134]。

- 2023年
  - 2月22日 - 国が被告となった民事訴訟の手続で裁判所の許可を得ずに21回にわたり非公開の弁論準備手続を録音したとして、防衛省は国の指定代理人だった南関東防衛局の防衛事務官を停職30日の懲戒処分とした[135]。防衛省の調査の結果、同局の別の職員2人と情報本部の1人も録音を認めたという[136]。防衛省は12月15日付で、部下に録音を指示した1人を停職3日とするなど新たに計6人を懲戒処分とした[137]。
  - 6月14日 - 日野基本射撃場発砲事件。岐阜県岐阜市の陸上自衛隊日野基本射撃場（第10師団管理下）において、第10師団教育隊で前期教育課程中だった18歳の男性自衛官候補生（守山駐屯地に駐屯する第35普通科連隊所属）が、同駐屯地所属の52歳男性隊員1名と25歳男性隊員2名に向け自動小銃を発砲した。3名は病院に搬送されたが、52歳男性隊員と25歳男性隊員各1名が死亡、25歳男性隊員1名が負傷した[138][139]。発砲した候補生はその場にいた自衛官に取り押さえられ、殺人未遂の現行犯で逮捕された[138][139]。逮捕後、候補生は岐阜県警察に身柄を移され、取り調べを受けている[139]。
    - 防衛省関係者によると、日野基本射撃場では新隊員教育の一環として実弾射撃訓練が午前9時ごろより実施されており、訓練開始後まもなく候補生が3名に向けて発砲したとしている[138]。
    - これを受け森下泰臣陸上幕僚長は記者会見を開き、謝罪するとともに調査委員会を設置して原因究明と再発防止を図ることを発表した[138]。また、浜田靖一防衛相も陳謝するとともに、捜査への全面協力や真相究明・再発防止を指示したと述べた[138]。なおこの事件の発生に伴い、陸上自衛隊は全国の射撃訓練を見合わせ、原因究明を急ぐこととしている[138]。

  - 7月24日 - 自衛隊車両を通勤に使ったなどとして、自衛隊石川地方協力本部は40代の女性自衛官を停職4日の懲戒処分にした。使用を許可した上司の男性1等陸尉も停職4日とした。女性自衛官は昨年10月18～26日、自衛隊が所有する乗用車を通勤時に運転したほか、車両の使用に必要な書類を偽造した。男性1等陸尉は、女性自衛官が不正に使用すると知りながら車の使用を許可。同25日には同じ車を自ら不正に運転した[140]。
  - 陸上自衛隊北部方面隊の部隊指揮官を務めていた50代の2佐が有事の対応など特定秘密の内容を盛り込んだ訓示をした。秘密を知る立場にない隊員15人が含まれており、気付いた部下が口外禁止を命じたという。2佐は上司に報告しておらず、通報で発覚。防衛省は2佐を停職6日とし、特定秘密保護法違反容疑で警務隊に刑事告発する[141][142]。
  - 9月22日 - 陸上自衛隊第7高射特科群郡長の1等陸佐が宮古島市の保良訓練場で持ち込んだ私物のドローンを部下に操縦させ、飛行中に場外に出て行方が分からなくなった。1等陸佐が機体の登録義務を怠っていたことから、陸自は航空法違反（無登録飛行）の疑いもあるとみて、事実関係を国土交通省へ報告するとともに経緯を調べている。陸自側の調査に1等陸佐は「翌日からの訓練でドローンを使用するので、事前に私物で練習した」と説明。訓練場でドローンを飛行させるために必要な警察や駐屯地司令への事前手続きは行っていた[143]。
  - 10月31日 - 海上自衛隊の呉地方総監部管内の部隊で女性隊員へのセクハラ被害があり、女性に加害隊員との面会を強要する不適切な対応もしていたことが判明。女性は心身の不調で退職したという。 女性は2022年8～12月、先輩の男性隊員から性的発言をされたり、背後から抱きつかれたりといったセクハラを繰り返し受けた。女性は同11月に部隊に被害を申告。調査の過程で幹部が12月、加害隊員と面談した際、女性をその場に呼んだ上で、隊員に対面で謝罪させた。女性は隊員と会うのを拒否していたが、幹部は強要した上、隊員を擁護するような発言もしたという。この幹部は部隊のナンバー2の1等海佐で、部隊トップも被害を知りながら、ともに上級部隊には報告していなかった[144]。この件で防衛省はセクハラをした隊員や幹部ら合わせて3人を停職の懲戒処分にした。加害隊員による女性へのセクハラは少なくとも4件確認できたということで、2023年11月8日付けで加害隊員の海曹を停職10か月の懲戒処分にしたほか、ナンバー2の1等海佐についても適切な対応を行わなかったとして、停職3か月にした。また、海曹の直属の上司にあたる60歳の事務官についても、適切な対応をとらなかったとして停職5日とした。一方、すでに定年退職している当時の指揮官は、停職2か月に相当するとして、本人に通知するとしてる[145]。
  - 12月15日 - 陸上自衛隊の高機動車が鉄くずにする前提で業者に落札された後に転売、海外流出した問題で、防衛省は、落札業者らに行った実態調査の結果を公表した。3月までの5年間に売り払われた高機動車など自衛隊車両について転売を認めた業者はなかったとする一方、高機動車9両を含む自衛隊車両18両が、国内で転売されたり、フィリピンで販売され、さらに逆輸入されたりしたという[146]。防衛省は流出や契約違反が起きた原因について、車両の解体にあたっては原則として自衛隊は現場に立ち会わず書類の提出を求めるだけにとどまるなど、確認が不十分だったためなどとしている[147]。
  - 12月22日 - 暴言を吐くなどのパワハラをし、部下5人が精神疾患を発症する一因になったとして、陸上自衛隊は、22日付で50代の第9師団（青森市）副師団長を陸将補から2階級降任させ、2等陸佐とする懲戒処分とし[148][149]、同日付で陸上幕僚監部付に異動させた[148]。また同様にパワハラをしたとして、同じ部隊に勤務していた50代の男性1等陸佐を1階級降任、30代の男性3等陸佐を停職1カ月の懲戒処分にした。パワハラが理由の降任は陸自初で、最も重い免職に次ぐ処分[148]。

- 2024年
  - 1月26日 - 靖国神社を私的に参拝した際に公用車を利用したとして陸上自衛隊の小林弘樹陸上幕僚副長ら3人を訓戒、監督不十分で森下泰臣陸上幕僚長ら4人を注意、公用車利用などの報告を受けた2人を口頭注意とした。陸自は、能登半島地震の災害派遣対応に備えるため公用車を利用したと説明したが、防衛省は参拝時に小林が緊急に参集しなければならない蓋然性は低かったなどとして「適切でなかった」と指摘した。 一方、実施計画に基づく参拝であることなどを踏まえ、宗教施設の部隊参拝などを禁じた事務次官通達に違反する可能性があるとして調査したが、私的参拝と結論付け、通達違反は認めなかった[150]。
  - 2月15日 - 日常的に大声で怒鳴るなどのパワーハラスメントを繰り返して部下が精神疾患を発症する一因になったとして、朝霞駐屯地（東京都練馬区など）にある陸上総隊司令部所属の40代1等陸佐を1階級降任させ、2等陸佐とする懲戒処分にした[151][152]。陸上幕僚監部によると、男性は2021年3月～22年2月、当時勤務していた部隊で、複数の部下を指導する際に1時間ほど立たせたまま怒鳴ったり、「どうするんだ」などと大声で詰問したりし、職場環境を悪化させた。部下1人は精神疾患となり、1カ月の療養休暇を取った。陸自はパワハラ時の所属を明らかにしていないが、複数の関係者によると、元1佐は第4施設団（京都府宇治市）に勤務していた[151]。
  - 2月17日 - 旭川駐屯地が発注した弁当の代金を水増し請求して約95万円をだまし取ったとして、同駐屯地業務隊補給幹部の2等陸尉と受注業者の会長が詐欺容疑で逮捕された。2人は共謀して2023年1月、5日間で計1,250個の弁当を水増しして発注・請求し、同駐屯地から94万5,000円をだまし取った疑い[153]。業者側から2等陸尉にキックバックとして、10万円以上の商品券や日用品、家電などが渡されたとみられるという[154][155]。8月29日、旭川地方裁判所は元2等陸尉に懲役3年、執行猶予5年を言い渡した[156]。
  - 3月21日 - 航空自衛隊は3人の部下に長時間の指導を繰り返すなどパワハラをしたとして、最高位の空将を務める男性幹部を停職4日の懲戒処分にしたと発表した[157]。「将」は自衛隊の最高位の階級で、空将のハラスメント処分は初。空自によると、パワハラがあったのは2023年8～12月で、部下3人に具体性のない長時間の指導を繰り返し、苦痛を与えた。指導は1回当たり1～3時間に及ぶこともあり、長時間立たせたままだったり、同じ事案で２０回以上の書類提出や報告のやり直しを求めたりした。「プロセスは適切か」などと問題点を明確にしない抽象的な指導で重圧をかけたという[158]。今年1月のハラスメント防止月間中に内部通報があって発覚した[157]。防衛省関係者によると、処分された空将は、補給本部長で3月28日付の退官が発表されている[158]。　
  - 4月15日 - 航空自衛隊千歳基地は、隊員向けの定期健康診断の実施を怠った上、未実施であることを隠すため虚偽の書類を作成するなどしたとして、第2航空団基地業務群衛生隊の空曹を停職8日の懲戒処分とした[159]。同基地によると、2017年4月～18年3月ごろ、当時所属していた部隊で健康診断に関わる書類の作成を怠り健診を実施しなかったにもかかわらず、実施したとする虚偽の文書を作成し、関連する書類を破棄した。空曹の転出後、担当者が退職者4人の書類が保管されていないことに気付いたという[159]。
  - 4月26日 - 海上自衛隊護衛艦「いなづま」で2022年6月、特定秘密保護法上の「適性評価」を経ていない隊員1人に特定秘密の取り扱いを任せたとして、当時の艦長ら1佐と3佐、2尉を停職6日、2佐を減給6分の1（2カ月）の懲戒処分とした。艦長は資格を確認せず、部下の管理担当者らも含め名簿管理や定期検査がずさんだった。隊員は約2カ月間、艦内の戦闘指揮所でスクリーンに表示された船舶の航跡情報を海図に転記する任務にあたった[141][142]。
  - 7月3日 - 防衛省は海上自衛隊が保有する潜水艦の修理業務に絡み、海自隊員が製造元の川崎重工業の社員から金品を受け取った疑いがあると発表した。川崎重工業と下請け会社の間で行われていた架空取引の収益を使い、川重社員が海自隊員を接待していた可能性がある。同省によると、川重が大阪国税局の税務調査を受ける中で、隊員への接待疑惑が浮上した[160]。海自側への金品供与のため川重が捻出した額は年2億円程度、総額で少なくとも十数億円に上る[161]。
  - 7月12日 - 防衛省は、国の安全保障にかかわる「特定秘密」の情報の取り扱いと、潜水手当の受給などをめぐり、違反や不正があったとして、事務次官や自衛隊制服組トップを含む合わせて218人を処分した。「特定秘密」をめぐっては、海上自衛隊の艦艇38隻で船舶の動向に関する情報などを資格のない隊員でも見ることができる状態にするなど陸海空自衛隊などで合わせて58件の違反が確認された。内訳は海上自衛隊が45件、航空自衛隊が9件、陸上自衛隊が2件、統合幕僚監部と情報本部がそれぞれ1件であった。海上自衛隊の45件のうち38件は、イージス艦などの艦艇38隻で起きていた。その大半は、適性評価を受けていない隊員を「特定秘密」に該当する船舶の動向に関する情報などを扱う「戦闘指揮所」などで勤務させたというもの。潜水手当をめぐっては、海上自衛隊の幹部を含む隊員62人が、実際には潜水をしていないのに潜水したことにするなどして、手当を不正に受け取っていた。不正受給した手当は、記録が残っている2017年4月から2022年10月までの5年半で合わせておよそ4,300万円に上る。潜水手当を不正に受給した隊員は、潜水艦が事故などで遭難した際に乗組員の救助などにあたる潜水艦救難艦「ちはや」と「ちよだ」に所属していた。海上自衛隊は手当を不正受給した62人のうち幹部の3等海佐や1等海尉も含む11人を免職、48人を停職、3人を減給の懲戒処分とし、2018年4月以降については全額を返金させたとしている。また、不正を見抜くことができず、指揮監督が不十分だったとして、当時の艦長3人を減給にした。また、海上自衛隊では厚木航空基地隊など計3カ所に所属する幹部を含む隊員22人が、基地の中に住む隊員だけに無料で提供される食事を資格がないのに食べ、不正飲食した食事代は、去年3月までの3年間で合わせておよそ160万円であった。防衛省は40代と50代の3等海佐を1階級の降格に、40代の1等海尉2人と3等海尉1人を、12か月から20日の停職とした。このほか、防衛政策の立案などを行う内部部局では、課長級以上の幹部職員3人が部下に威圧的な言動を繰り返すなどのパワーハラスメントを行っていた。調査の結果、50代の幹部3人が部下に暴言を浴びせるなどのパワハラを行ったとして、懲戒処分にしたことを発表した。このうちの1人は、複数の部下に対して「役人としてのイロハができていない」などと日常的に威圧的な言動を繰り返して精神的な苦痛を与え、職場環境を悪化させたとして停職9日の懲戒処分となった。ほかの2人は、複数の部下を威圧的な言動で萎縮させるなど職場環境を著しく低下させたとして、減給の懲戒処分となった。防衛省によると、内部部局の職員がパワハラで懲戒処分を受けるのは初めてで、増田和夫事務次官が給与の10％、3か月分を自主返納するとしている。今回の一連の問題では指揮監督義務違反などで、防衛省・自衛隊の最高幹部6人も処分された。このうち、海上幕僚長が「減給」の懲戒処分で、事務次官と統合幕僚長、陸上幕僚長、航空幕僚長、情報本部長がそれぞれ「訓戒」の処分となった[162][163][164][165]。これを受けて、処分対象者の8割以上を占める海上自衛隊の酒井良海上幕僚長が7月19日付けで引責辞任することが発表された[166]。
  - 11月29日 - 航空自衛隊で開発中のミサイル模型とみられる画像などの未公開情報がSNSから外部に漏れた問題で、空自岐阜地方警務隊は、自衛隊法違反の疑いで飛行開発実験団所属の10代空士を書類送検した[167]。
  - 12月20日 - 防衛省は秘密の取り扱いが認められていない端末を用いて外国政府の協議内容など「秘」のデータが含まれるメールを部内に送信したり、電子決裁に添付したりしたなどとして、内部部局の防衛事務官3人を減給の懲戒処分にした[168]。
- 2025年
  - 6月17日 - 海上自衛隊は、指揮下の部隊で集団食中毒の疑いのある事案が発生したのに適切な措置を取らなかったとして、海将補と1等海佐を戒告処分にした。海自によると、2023年9月14～15日ごろ、1等海佐が指揮していた部隊で食事後に腹痛を訴えるなど体調不良者が44人発生。だが、1等海佐は食事の中止を検討せず、上官の海将補は検討を指示したり、上級部隊へ報告したりしなかった[169]。

## 韓国
- 1971年8月 - 実尾島事件。
- 2005年1月 - 陸軍の中隊長が便所の水を流していない訓練兵らに立腹し、全員を集めて指を大便につけるよう強要し、それでも誰も自首しなかったため、大便つきの指を口に入れるよう命令した（韓国陸軍訓練所食糞事件）。
- 2005年6月 - 漣川軍部隊銃乱射事件。北朝鮮とのDMZ（非武装地帯）に隣接する最前線警戒所で任務に当たっていた22歳の兵士が、日常的な上官からの言葉の暴力に耐えかね、手榴弾と自動小銃の乱射により同僚兵士8人を射殺・爆殺する事件が発生。
- 2011年7月 - 海兵隊で、19歳の兵士が部内のいじめに耐えかねて自動小銃を周囲に乱射し、手榴弾で自殺を図る。4人死亡、本人を含む2人負傷（江華島海兵隊銃乱射事件）。
- 2014年4月 - 陸軍第28師団の1等兵が死亡した事件（漣川後任兵暴行致死事件）
- 2014年6月 - 江原道高城郡で、境界線の警備などを担当していた韓国軍の兵長が、同僚に手榴弾を投げ、自動小銃を乱射し、逃亡（江原道高城郡兵長銃乱射事件）。
- 2017年11月 - 李明博政権時代に軍サイバー司令部に命じ、世論を操作するためインターネット空間に与党に有利な書き込みをするように指示したとして、当時国防部長官だった金寛鎮が軍刑法（政治関与）違反などの疑いで逮捕された。司令部要員の採用の際に革新系勢力が強い全羅道出身者を排除した職権乱用の疑いもある[170]。

## オーストラリア
- 2014年、ブリスベンで開催された「国防と退役軍人の自殺に関する王立委員会」の公聴会初日、悲嘆に暮れる母親がオーストラリア国防軍内の「いじめの文化」に対して発言した。ニッキー・ジェイミーソンさんは2014年、わずか2年の兵役を終えた息子を自殺で亡くした。[171]
- 2016年1月、オーストラリア国防軍の隊員による集団レイプ、セクハラ、いじめが、100件以上の虐待に対する賠償請求に挙げられているが、請求者の代理人を務める弁護士は、国防軍の対応を称賛している。[172]
- 2016年6月28日、オーストラリア空軍士官候補生（AAFC）の元生徒であり教官であった女性が、17年間勤務した組織について痛烈な評価を下し、児童保護が「冗談」のように扱われていると委員会に語った。[173]
- 2019年8月、元海軍司令官が7件の児童性犯罪で有罪判決を受け、今後2年間を刑務所で過ごし、15年間を児童性犯罪者名簿に登録された。[174]
- 2020年11月29日、国防軍は2009〜2013年にアフガニスタンに駐留していた特殊部隊の一部が民間人、捕虜39人を不法に殺したことを示す「信用できる証拠」があるとする報告書を発表した。報告書では現役と退役した軍人計19人が警察の調べを受けるべきだとした[175]。2023年3月20日、吉本興業に所属していた元芸人が、アフガニスタンでの戦争犯罪容疑で逮捕された[176]。
- 2021年3月、20歳の陸軍兵士がダーウィン訓練による熱中症の疑いで死亡[177]
- 2021年、オーストラリア陸軍はシドニー大学連隊の士官候補生に対するいじめとハラスメントの疑惑を調査している。[178]
- 2021年、ビクトリア州のラッチフォード兵舎でのいじめをめぐり、若い元兵士の弁護士がオーストラリア国防軍を相手取って裁判を起こしている。[179]
- 2021年10月、オーストラリア国防軍における歴史的な身体的・性的虐待の報告は、生存者に賠償金を支払うために設立された制度が終了に近づく中、昨年1年間で約1000件に急増した。[180]
- 2022年1月、情報公開請求により、クイーンズランド州を拠点とするオーストラリア国防軍兵士数十人が、過去2年半の会計年度において違法薬物の乱用を理由に懲戒免職されたことが明らかになった。[181]
- 2022年3月17日、オーストラリア陸軍の元兵士がいじめの末に懲戒免職除隊を拒否される[182]
- 2022年6月24日、オーストラリア陸軍将校が、後に命を絶った同僚をいじめた疑いで昇進した。[183]
- 2022年7月21日、オーストラリア国防軍は性的不祥事への対処を怠ったことを認める[184]
- 2023年7月17日、「国防と退役軍人の自殺に関する王立委員会」は、主要課題の中に「ひどい国防文化」を挙げている。[185]
- 2023年9月6日、クイーンズランド州北部で2人の兵士が死亡したオーストラリア陸軍車両事故をめぐり、国防省が連邦労働安全衛生法違反で起訴された。[186]
- 2023年11月16日、オーストラリア陸軍の新兵が銃器訓練中に自殺を図り、重体となっている。[187]

## 米国
- 1950年7月 - 老斤里事件
- 1950年7月11日 - 小倉黒人米兵集団脱走事件
- 1957年1月30日 - ジラード事件
- 1957年8月3日 - 米軍機母子殺傷事件
- 1958年9月 - ロングブリー事件（ジョンソン基地のロングブリー航空兵が西武電車に発砲。乗客の武蔵野音楽大学生が射殺される）
- 1964年4月5日 - 町田米軍機墜落事故
- 1968年1月21日 - チューレ空軍基地米軍機墜落事故
- 1968年3月16日 - ソンミ村虐殺事件
- 1977年9月27日 - 横浜米軍機墜落事件
- 1981年4月9日 - 米原潜当て逃げ事件
- 1995年9月4日 - 沖縄米兵少女暴行事件
- 2001年2月10日 - えひめ丸事故
- 2002年6月13日 - 議政府米軍装甲車女子中学生轢死事件
- 2003年 - アブグレイブ刑務所における捕虜虐待
- 2007年9月20日 - マイノット事件（核弾頭付き巡航ミサイルを装備したままのB-52がノースダコタ州マイノット空軍基地からルイジアナ州バークスデール空軍基地まで飛行。核弾頭の管理のずさんさが明るみになり、空軍長官と空軍参謀総長が更迭され、地球規模攻撃軍団が新設される契機になる）
- 2008年
  - 5月22日 - 空母ジョージ・ワシントン失火事件
  - 7月 - 陸軍大尉飯柴智亮、輸出規制対象の銃用部品を日本に密輸出した疑いで在宅起訴される。禁固1年1日と不名誉除隊の実刑判決。
- 2009年11月5日 - フォート・フッド銃撃事件（フォート・フッド勤務の軍医の少佐が基地内で拳銃を乱射し軍人13人が死亡、30人が負傷。ワシントン海軍工廠銃撃事件が起きるまで最悪の死傷者数）
- 2010年3月 - アフガニスタン駐留軍の兵士10人が非戦闘員の民間人（少なくとも3人）を遊び半分で射殺したことが判明。12月、関係者の一人が軍法会議で罪状を認める。
- 2011年1月
  - エンタープライズ艦内で2006年から07年にかけて、同性愛者を中傷したり、みだらな行為を含んだりしたビデオ「XO Movie Night」が娯楽用として放送されていた事が判明（XO＝eXecutive Officer）。制作者は当時副長だった現艦長オーウェン・オナーズ大佐。海軍が調査を開始し更迭。
  - 演習参加のためロサンゼルスから羽田経由で熊本へ向かう途中の陸軍大尉が、荷物に拳銃と実弾を入れていた。羽田空港で乗り継ぐ際の保安検査で発覚。銃刀法違反現行犯で逮捕される。本人は「護身用のものをうっかり入れたままだった」と釈明。
- 2012年
  - 3月 - アメリカアフリカ軍司令官のウィリアム・E・ワード陸軍大将は、離任に際して職権濫用の疑いで監査を受け、不適切な経費の利用などが明らかになった。不適切に利用したと認められた経費を返還することと、中将で退役させるという処分が下された。
- 2013年
  - 6月 - カリフォルニア州サンディエゴで、装備品の横流しが発覚。関与していた海兵隊員・海軍軍人などのグループ50人が郡検事局・海軍犯罪捜査局・BATFEの合同捜査チームに逮捕された。
  - 9月 - ワシントン海軍工廠銃撃事件
  - 10月 - アメリカ戦略軍副司令ティモシー・ジャーディナ中将が、アイオワ州のカジノで偽のチップを使って賭けに参加していたとして更迭の上、少将に降格。
- 2016年1月 - 第15空母打撃群の司令官が、勤務中にアダルトビデオを度々見ていたことが発覚。解任される。
- 2017年
  - 6月～8月 - 海軍第7艦隊でミサイル駆逐艦が民間船と衝突、死者を出す事故が続発。司令官ジェームズ・アーコイン中将が指揮能力を問われ解任される。
  - 11月16日 - 海軍のEA-18Gグラウラー電子戦機のパイロットが飛行機雲を使い空に巨大な男性器の絵を描き、この瞬間を地域住民が撮影した写真がインターネット上で拡散された。海軍はこのパイロットに飛行停止処分を科した[188]。
- 2023年4月 - 軍などの機密文書がSNSに流出した問題で、連邦捜査局はマサチューセッツ州の空軍州兵を逮捕した。州兵部隊の情報部門に所属しており、2022年末ごろから機密情報についてSNSに書き込みを始め、今年に入って文書の写真も投稿するようになったという[189]。

## 書籍
- 『自衛隊そして日本の非常識』
- 『自衛隊裏物語』